# Aedes trimaculatus
Aedes trimaculatus är en tvåvingeart som först beskrevs av Theobald 1905.  Aedes trimaculatus ingår i släktet Aedes och familjen stickmyggor. Inga underarter finns listade i Catalogue of Life.